# BC Namur Capitale
BC Namur Capitale, ook Basket Namur Capitale, is een Belgische basketbalclub uit Namen die uitkomt in de Eerste nationale klasse van de damescompetitie. De club speelt haar thuiswedstrijden in de Hall Octave Henry die in de deelgemeente Saint-Servais gelegen is en in het Centre sportif van Bouge.

## Geschiedenis
BC Namur Capitale werd opgericht in 2010 na de fusie van twee rivalen uit Namen namelijk BC Saint-Servais en Novia Namen.

## Palmares
- Belgische eerste klasse basketbal (dames)

Winnaar (2x): 2013, 2021
- Beker van België (basketbal)

winnaar (3x): 2013, 2016, 2018

## Europees
| Seizoen | Competitie    | Ronde      |
| ------- | ------------- | ---------- |
| 2010/11 | EuroCup Women | 1/16       |
| 2011/12 | EuroCup Women | 1/8        |
| 2012/13 | EuroCup Women | 4e in C    |
| 2013/14 | EuroCup Women | 4e in F    |
| 2014/15 | EuroCup Women | 1/8        |
| 2015/16 | EuroCup Women | 3e groep H |
| 2016/17 | EuroCup Women | 4e groep E |
| 2017/18 | EuroCup Women | play-off   |
| 2019/20 | EuroCup Women | 4e groep G |